# Aleksei Sjvatjko
Aleksei Sjvatjko (russisk: Алексе́й Филимо́нович Швачко́) (født 18. januar 1901 i Tjopilki i det Russiske Kejserrige, død 28. marts 1988 i Kyiv i Sovjetunionen) var en sovjetisk filminstruktør og manuskriptforfatter.

## Filmografi
- Vdali ot Rodiny (Вдали от Родины, 1960)[2][3]